# اکیل گوپتا

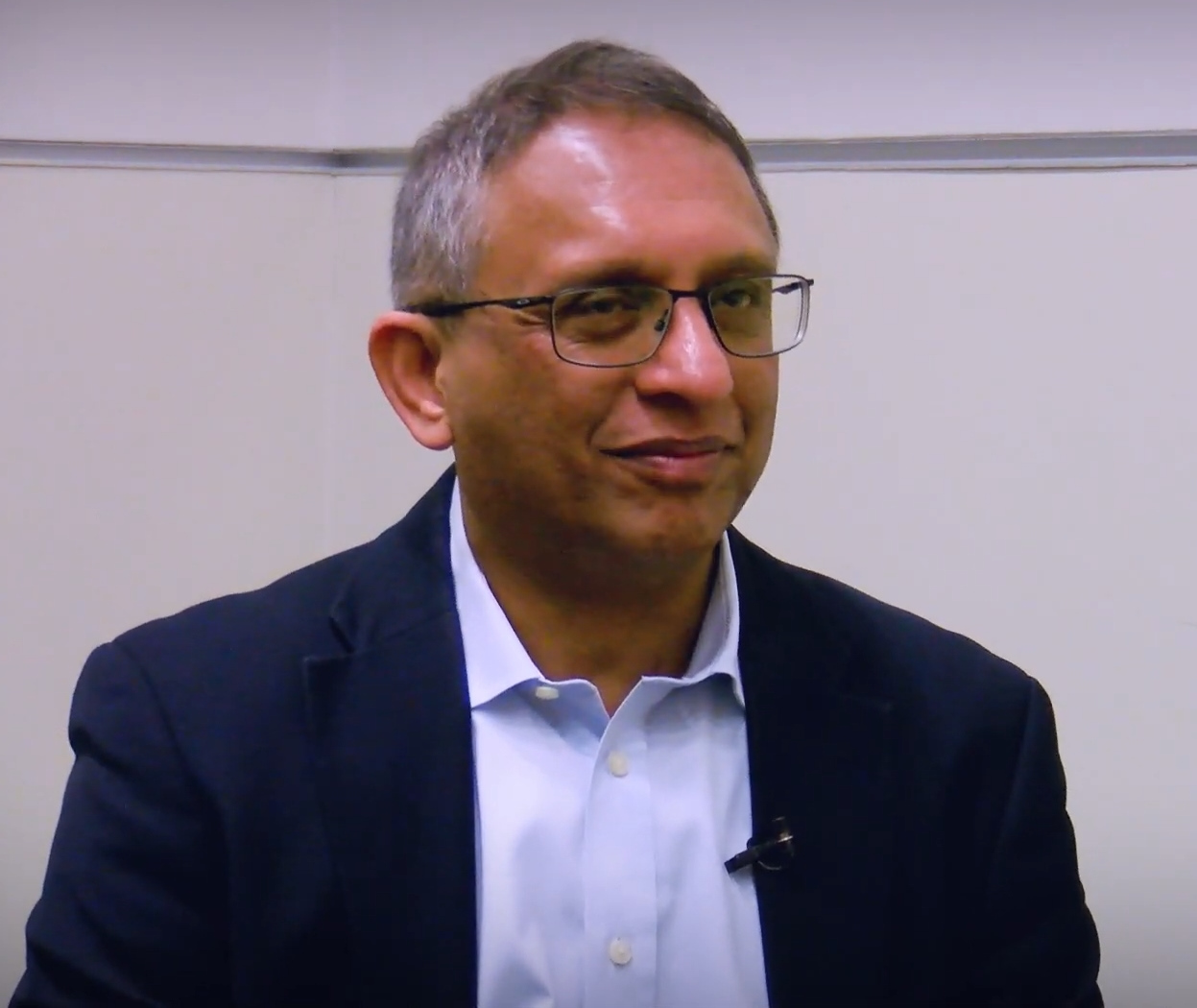

اکیل گوپتا انسان‌شناس سرخ‌پوست امریکایی (متولد ۱۹۵۹) که حوزه مطالعاتی او دولت و توسعه در شرایط پسااستعماری است. او هم‌اکنون استاد انسان شناسی در دانشگاه کالیفرنیاست.

## جنجال تصدی
گوپتا در سال ۱۹۹۶ به اتفاق آرا برای تصدی در استنفورد تأیید شد ولی پس از آن توسط رئیس جان شوون از تصدی این سمت رد شد. با این حال، با اعتراض سراسر دانشکده و همچنین بسیج دانشجویان، تصمیم رئیس دانشگاه لغو شد.